# Focuri
Focuri est une commune roumaine située dans le județ de Iași.